# Castello di Karlsruhe
Il Castello di Karlsruhe (in tedesco: Karlsruher Schloss, oppure Schloss Karlsruhe), è un edificio situato nella città di Karlsruhe, in Germania, nel land di Baden-Württemberg, all'inizio del XVIII secolo su committenza del margravio Carlo III Guglielmo di Baden-Durlach. Oggi il castello ospita la sede del Badisches Landesmuseum, il museo di stato del Baden.

## Storia

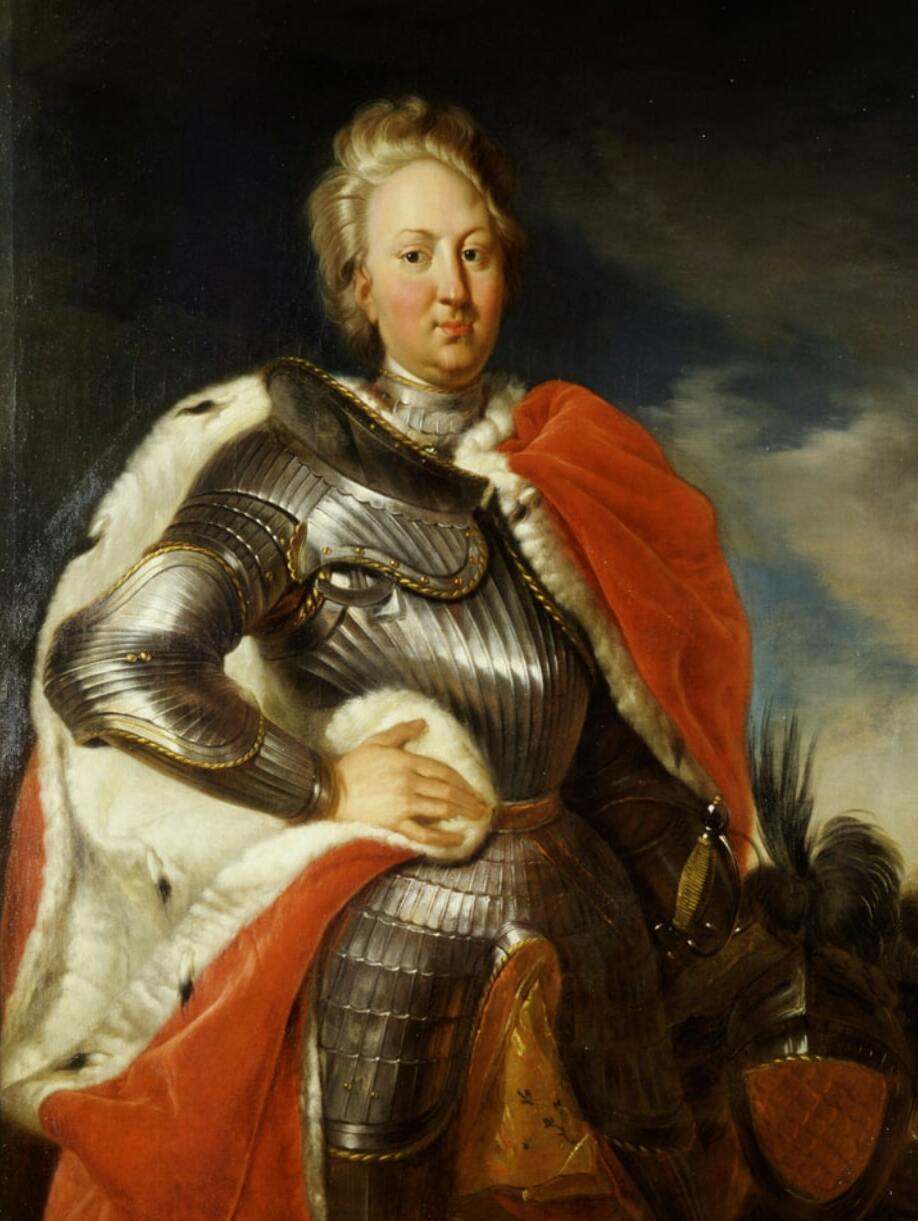
Carlo III Guglielmo di Baden-Durlach.

Il castello di Karlsruhe sorge nell'omonima città di Karlsruhe, situata nella Germania meridionale in particolare nel land di Baden-Wurrtenberg; sul sito attuale della residenza, sorgeva, secondo una menzione del 1165, un precedente castello, che diverrà poi residenza dei sovrani (margravi e principi) di Baden-Durlach. Il nuovo complesso venne costruito tra il 1715 ed il 1718 dal margravio Carlo III Guglielmo, su progetto di Heinrich Hübsch. Inizialmente il castello doveva avere la funzione di residenza estiva, difatti il nome della citta significa proprio "riposo di Carlo". Successivamente, con l'ascesa di Carlo Federico Zähringen nel 1771, il palazzo divenne residenza ufficiale e fu ampliato e modificato numerose volte. Nel 1806, il palazzo divenne la residenza ufficiale del granduca di Baden, poi nel corso del XIX secolo, furono intrapresi alcuni progetti di ristrutturazione e restauro per ammodernare il palazzo. Nel novembre del 1918, l'ultimo granduca, Federico II, fuggì a seguito di una rivoluzione che portò alla caduta delle monarchie tedesche. Così, il Palazzo di Karlsruhe perse la sua funzione di residenza . 
Durante la Seconda guerra mondiale, il palazzo fu completamente demolito, ma fu poi ricostruito dopo la guerra, sulla base dei progetti prebellici. Nel 2005, il palazzo ha ricevuto una nuova facciata dall'architetto Richard Meier, vincitore del Premio Pritzker. Oggi, la residenza è una popolare meta turistica di Karlsruhe. I cortili sono aperti al pubblico e ospitano due grandi monumenti commemorativi ai caduti tedeschi. Il palazzo ospita anche un'elegante e storica sala teatrale che ospita occasionalmente concerti ed eventi speciali. Attualmente, il castello, ospita il Badisches Landesmuseum, o Museo di Stato di Baden, mentre un'ala del palazzo è utilizzata dalla Corte Suprema di Germania(Bundesverfassungsgericht) .

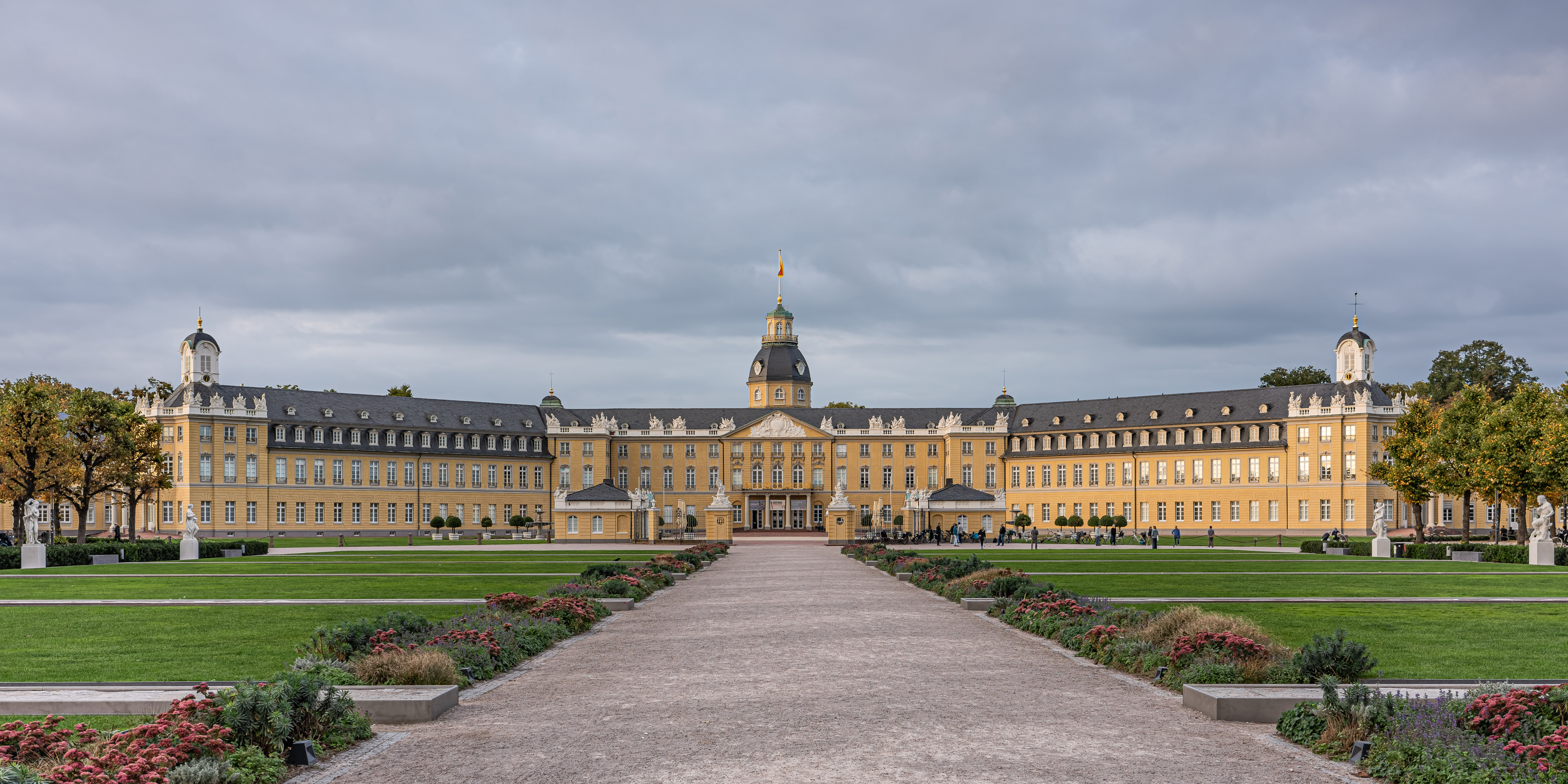
Veduta del castello di Karlsruhe